# Neotermes holmgreni
Neotermes holmgreni är en termitart som beskrevs av Banks 1918. Neotermes holmgreni ingår i släktet Neotermes och familjen Kalotermitidae. Inga underarter finns listade i Catalogue of Life.